# Tennistavolo ai XVI Giochi del Mediterraneo
Le competizioni relative al tennistavolo ai XVI Giochi del Mediterraneo si sono svolte al palasport di Lanciano.
Per questo sport sono state organizzate le seguenti prove (sia maschili che femminili):
- Singolo
- Doppio

per un totale di 4 medaglie d'oro messe in palio.
Ogni Paese può iscrivere al massimo 2 concorrenti uomini e 2 donne per prova, con un massimo di 4 uomini e 4 donne per Nazione.

## Calendario
Le gare seguiranno il seguente calendario:
| ● | Competizioni | ● | Finali |

| Giugno/Luglio |    |    |    |    |    |    |    |    |    |
| 26            | 27 | 28 | 29 | 30 | 01 | 02 | 03 | 04 | 05 |
|               |    |    |    | ●  | ●  | ●  | ●  | ●  |    |

## Podi

### Uomini
| Evento                      | Oro                                       | Argento                          | Bronzo                                        |
| Singolo maschile (dettagli) | Panagiotis Gionis                         | Andrej Gacina                    | Carlos Machado Sobrados                       |
| Doppio maschile (dettagli)  | Francia Emmanuel Lebesson Adrien Mattenet | Croazia Roko Tosic Andrej Gacina | Serbia Aleksandar Karakasevic Slobodan Grujic |

### Donne
| Evento                       | Oro                                       | Argento                        | Bronzo                                     |
| Singolo femminile (dettagli) | Melek Hu                                  | Xue Li                         | Aikaterini Ntoulaki                        |
| Doppio femminile (dettagli)  | Italia Nikoleta Stefanova Laura Negrisoli | Francia Carole Grundish Xue Li | Spagna Galyna Dvorak Sara Ramirez Bermudez |

## Medagliere
| Posizione | Paese   |   |   |   | Totale |
| --------- | ------- | - | - | - | ------ |
| 1         | Francia | 1 | 2 | 0 | 3      |
| 2         | Grecia  | 1 | 0 | 1 | 2      |
| 3         | Italia  | 1 | 0 | 0 | 1      |
| 3         | Turchia | 1 | 0 | 0 | 1      |
| 5         | Croazia | 0 | 2 | 0 | 2      |
| 6         | Spagna  | 0 | 0 | 2 | 2      |
| 7         | Serbia  | 0 | 0 | 1 | 1      |
| Totale    | Totale  | 4 | 4 | 4 | 12     |